# Jüdischer Friedhof Hohebach

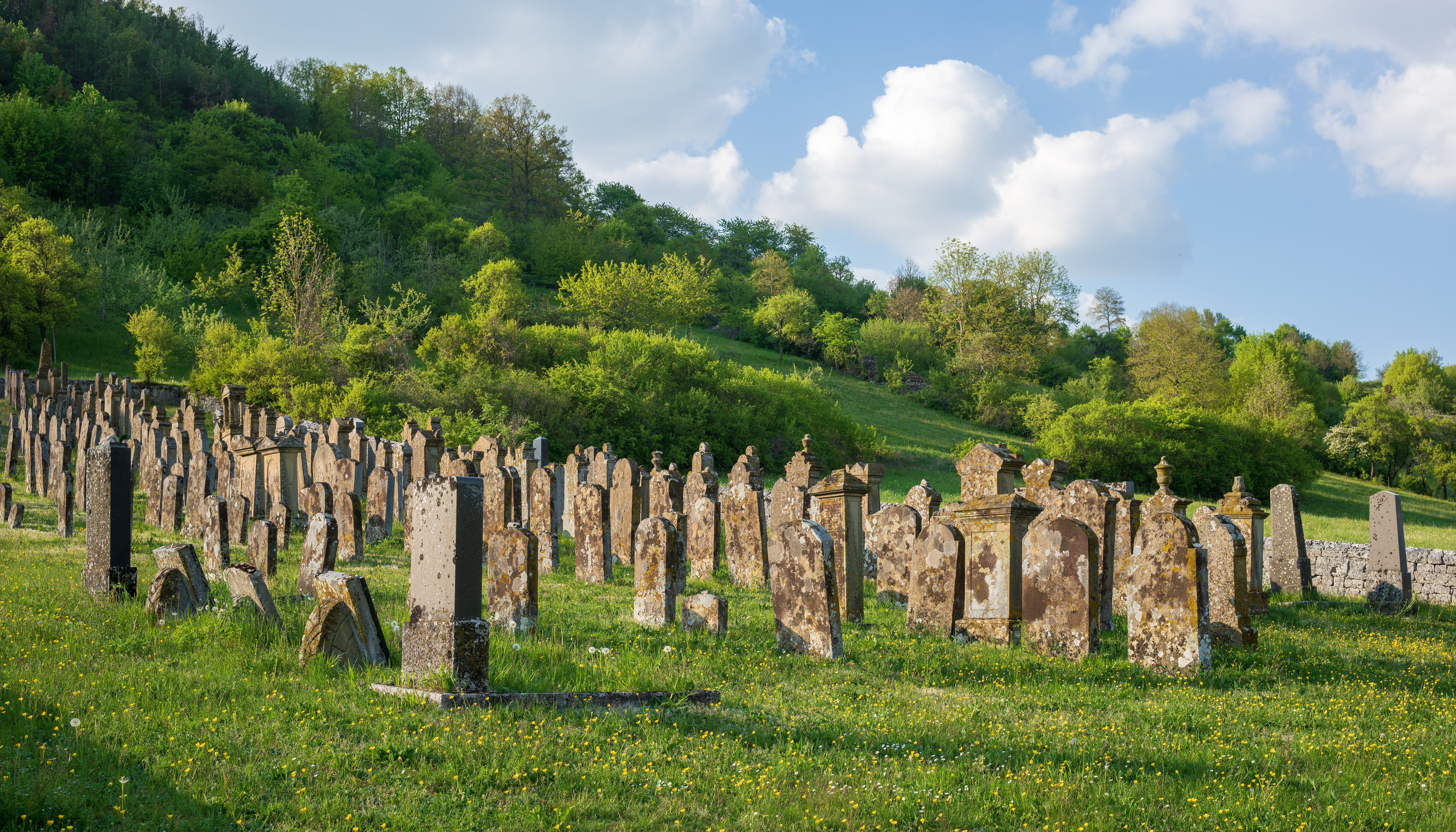
Ansicht von Südwesten

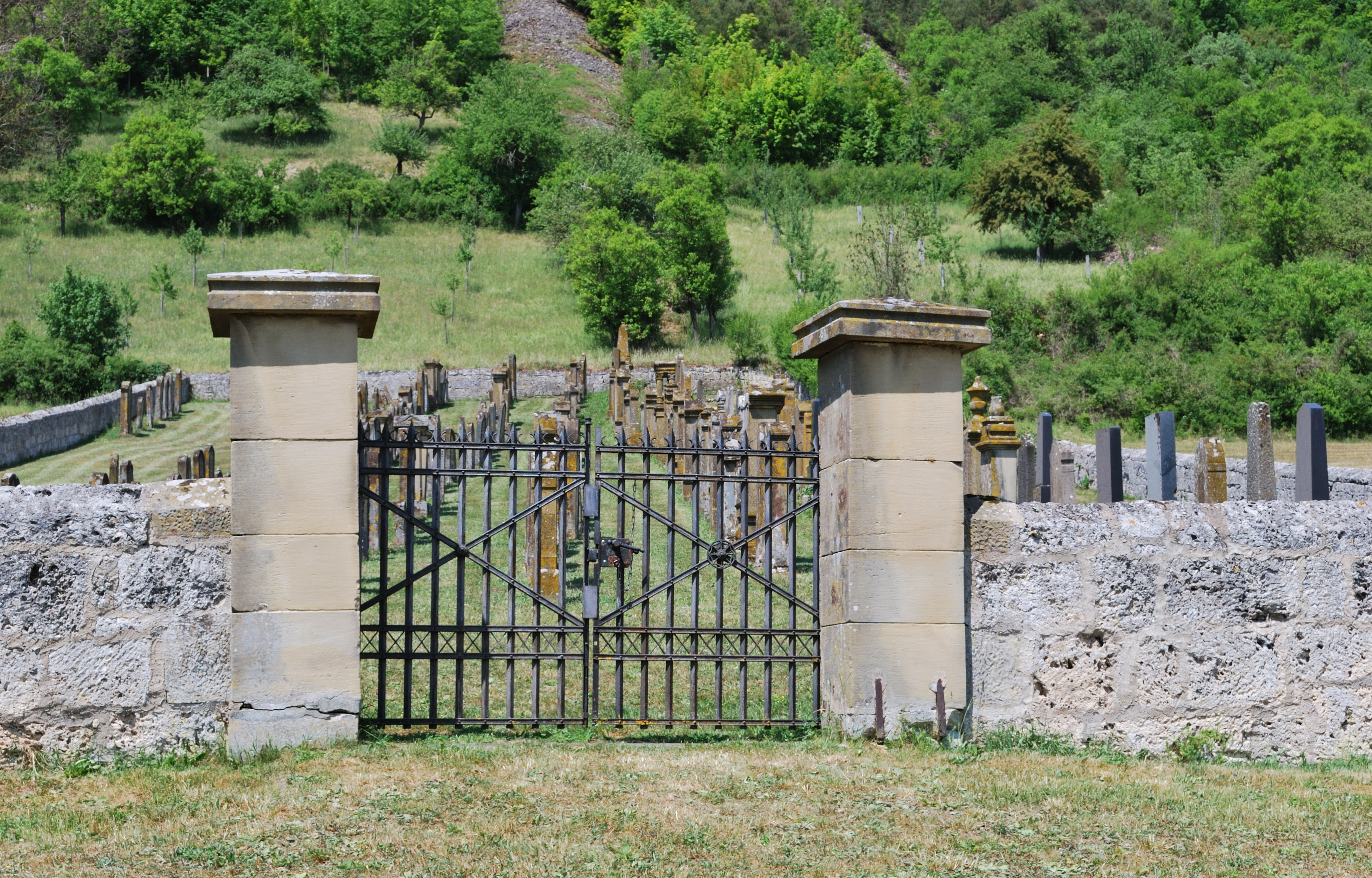
Eingang zum Friedhof

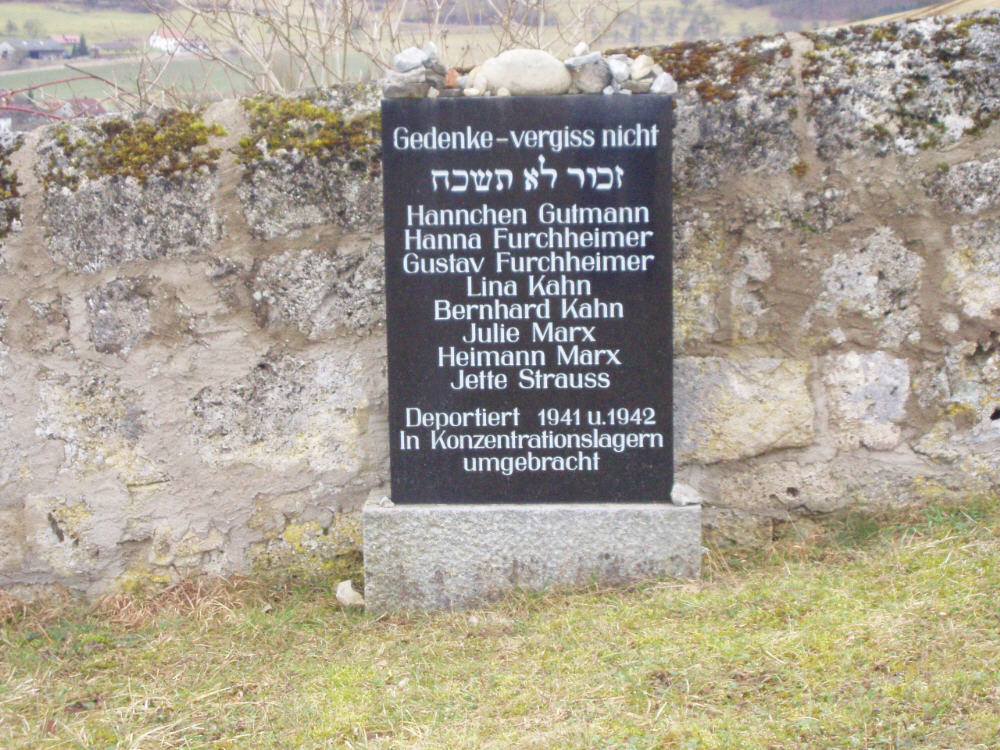
Gedenkstein für die letzten jüdischen Einwohner Hohebachs

Der jüdische Friedhof bei Hohebach, einem Ortsteil von Dörzbach im Hohenlohekreis in Baden-Württemberg, war von 1852 bis 1940 die Begräbnisstätte der jüdischen Gemeinde Hohebach.

## Geschichte
Nachdem die Toten der Gemeinde bis 1741 auf dem jüdischen Friedhof Unterbalbach und danach auf dem jüdischen Friedhof Weikersheim bestattet worden waren, kaufte die Israelitische Friedhofsgemeinde 1852 dem Händler Mendle Wolf Strauß ein 18,91 a großes Grundstück nordöstlich von Hohebach oberhalb der Straße nach Ailringen ab, das früher als Weinberg genutzt worden war, und legte hier einen eingefriedeten Friedhof an. Neben den jüdischen Einwohnern von Hohebach nutzten auch Juden aus Ailringen, Mulfingen, Dörzbach, Hollenbach, Laibach, Altkrautheim und Künzelsau den Friedhof. Der rechteckige, von einer Mauer eingefasste Friedhof befindet sich in Hanglage zwischen ehemaligen Weinbergen, von denen noch die Trockenmauern erhalten sind. Er bildet eine der Stationen des Pfads der Stille um Dörzbach und Hohebach.
Auf dem Friedhof wurden 300 Gräber angelegt, die 1988 fotografisch für das Zentralarchiv zur Erforschung der Geschichte der Juden in Deutschland dokumentiert wurden.

## Einzelne Gräber
Die erste Beisetzung fand am 8. März 1852 statt; es handelte sich dabei um die Bestattung der siebzehnjährigen Tochter Fanni des einstigen Grundstückseigners. Am 20. März 1933 erlitt der Künzelsauer Kaufmann Max Ledermann angesichts des von den Nationalsozialisten schwer misshandelten Lehrers Julius Goldstein einen tödlichen Herzanfall. Ledermann wurde in Hohebach bestattet. Acht Tage später beging sein Mitbürger David Furchheimer Selbstmord. Er erhielt eine Grabstelle neben Ledermann. Im Januar 1940 wurde Judit Julchen Stern als letztes verstorbenes Gemeindemitglied hier bestattet. Für acht jüdische Mitbürger, die 1941 und 1942 deportiert und getötet wurden, wurde später ein Gedenkstein auf dem Gelände des Friedhofes aufgestellt.

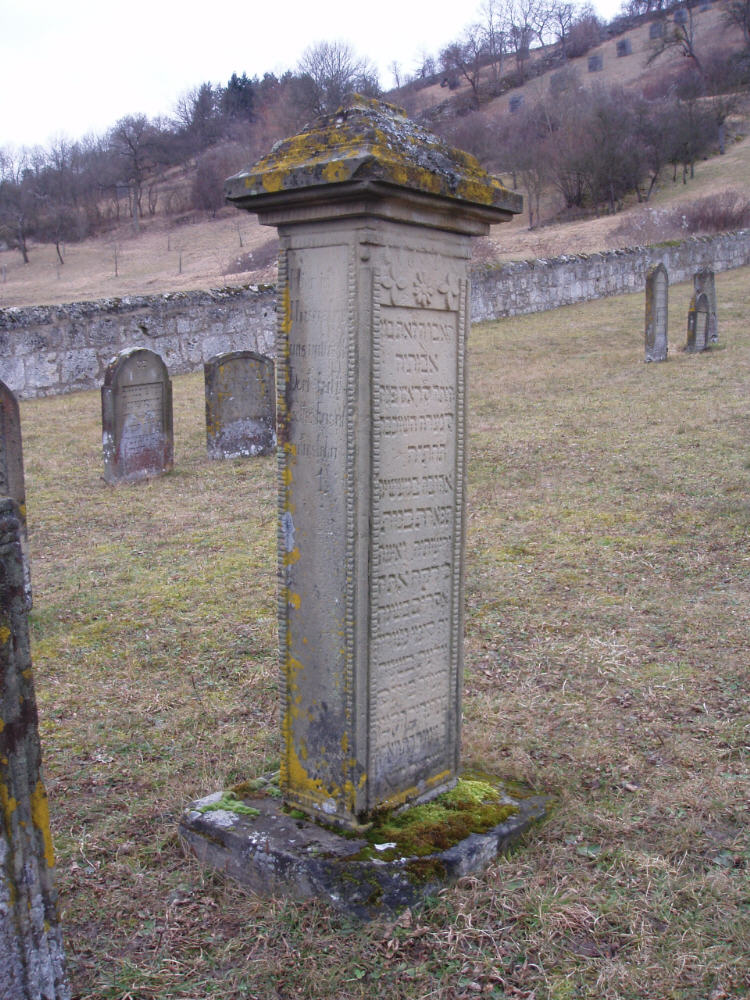
Grabstein von Fanni Strauß
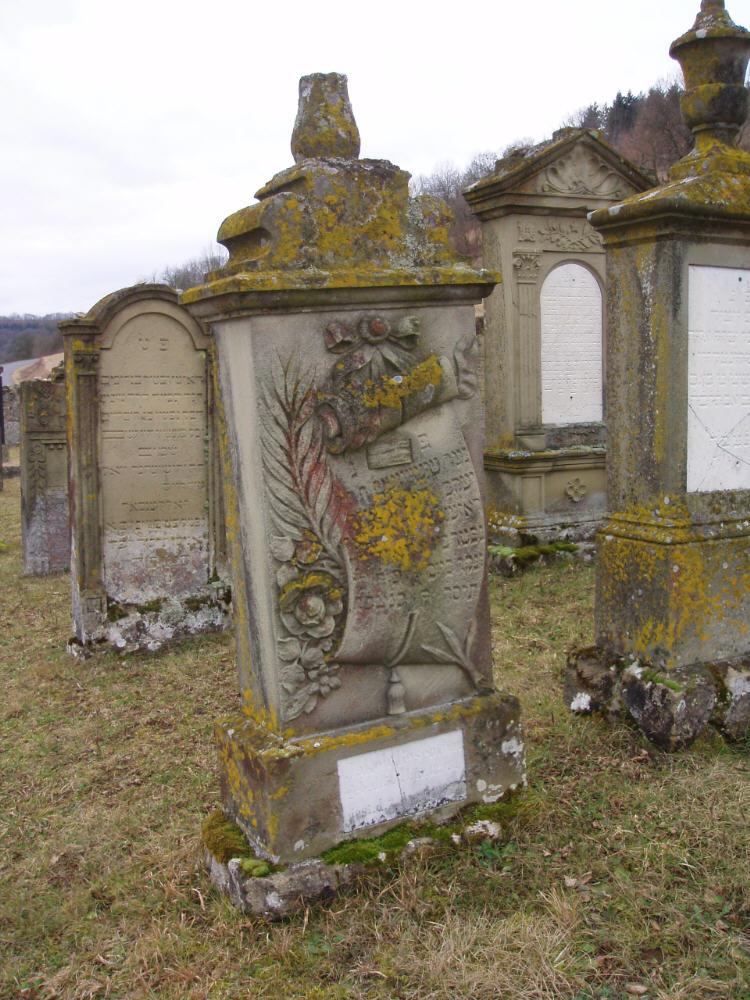
Grab des zwölfjährigen Jakob Rosenthal (1893–1905)
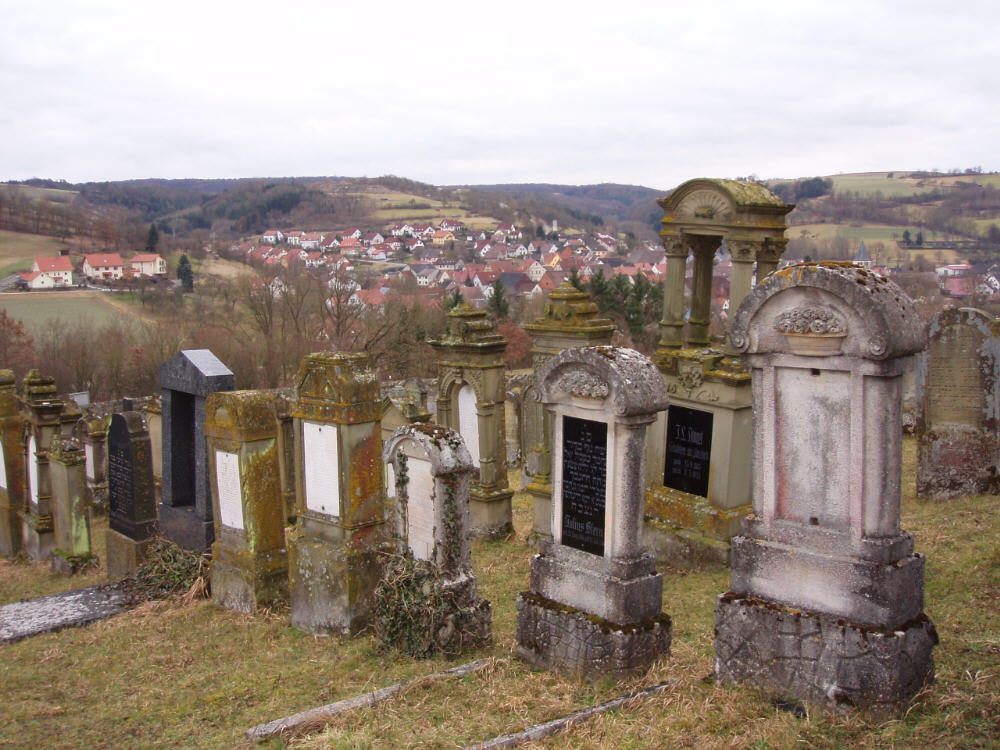
Das säulengeschmückte Grab des Lehrers J. L. Dangel steht etwa in der Mitte des Friedhofs
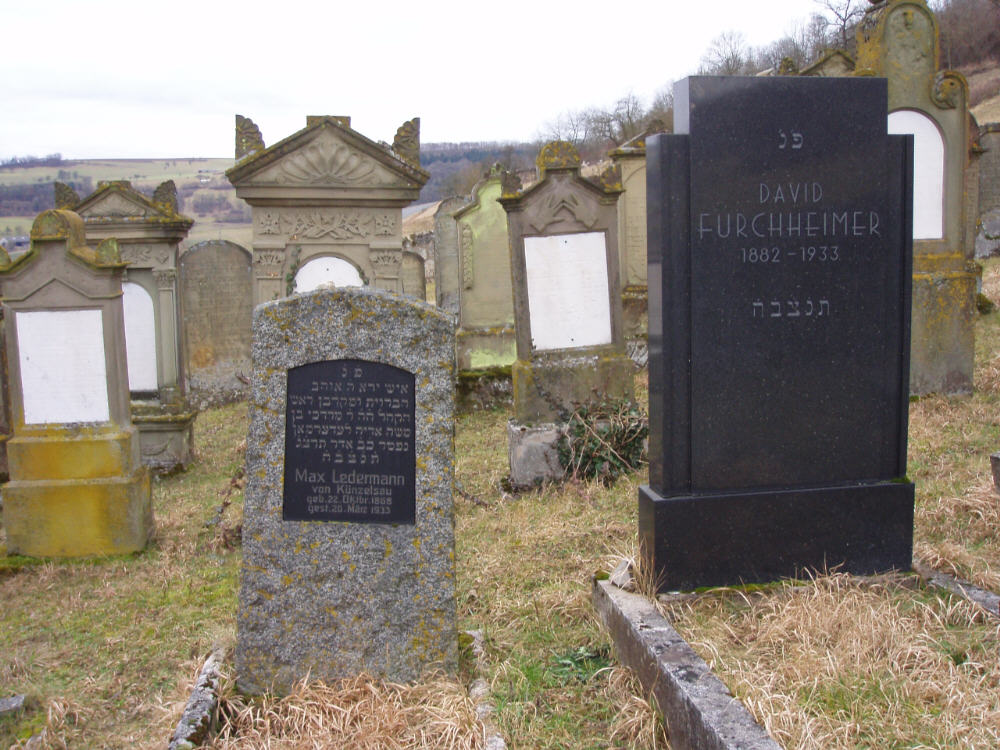
Gräber von Max Ledermann und David Furchheimer